# Образцовое
Образцо́вое (адыг. Образцовэр) — село в Гиагинском районе Республики Адыгея. Входит в Айрюмовское сельское поселение.

## География
Селение расположено в северной части Гиагинского района, по обоим берегам реки Айрюм. Находится в 4 км к югу от центра сельского поселение — посёлка Новый, в 8 км к востоку от районного центра — станицы Гиагинская и в 38 км к северо-востоку от города Майкоп.
К югу от села проходят железнодорожная ветка «Армавир-Весёлая» и функционирует железнодорожная станция Прогресс. Параллельно неё тянется региональная автодорога 70К-040 «Белореченск-Дондуковская».
Площадь территории села составляет — 0,93 км2, на которые приходятся 0,70 % от общей площади сельского поселения.
Ближайшие населённые пункты: Прогресс на юге, Гиагинская на западе, Нижний Айрюм на севере, Красный Хлебороб и Дондуковская на востоке.
Населённый пункт расположен на Закубанской наклонной равнине, в переходной от равнинной в предгорную зону республики. Средние высоты на территории села составляют около 130 метров над уровнем моря. Рельеф местности представляет собой в основном волнистые равнины, имеющей общий уклон с юго-запада на северо-восток, с холмисто-курганными и бугристыми возвышенностями. Долины рек изрезаны балками и понижениями.
Гидрографическая сеть представлена реками Айрюм, протекающей через центр села и Улька, протекающей к западу от населённого пункта.
Климат на территории села мягкий умеренный. Среднегодовая температура воздуха положительная и составляет около +11,5°С. Среднемесячная температура воздуха в июле достигает +23,0°С. Среднемесячная температура января составляет около 0°С. Среднегодовое количество осадков составляет около 720 мм. Основная часть осадков выпадает в период с мая по июль.

## История
В 1962 году в состав села был включён посёлок Баноковский, располагавшийся на противоположном берегу реки Айрюм.

## Население
| 2002 | 2010 | 2013 | 2014 | 2015 | 2016 | 2017 |
| ---- | ---- | ---- | ---- | ---- | ---- | ---- |
| 361  | ↘342 | ↗353 | ↗358 | ↗366 | ↘355 | ↗368 |
| 2018 | 2019 | 2020 | 2021 | 2023 | 2024 |      |
| ↘361 | ↗362 | ↗385 | ↘261 | ↘257 | →257 |      |

Плотность — 276.34 чел./км2.
Национальный состав
По данным Всероссийской переписи населения 2010 года:
| Народ   | Численность, чел. | Доля от всего населения, % |
| ------- | ----------------- | -------------------------- |
| русские | 247               | 72,2 %                     |
| армяне  | 34                | 10,0 %                     |
| грузины | 24                | 7,0 %                      |
| курды   | 15                | 4,4 %                      |
| другие  | 22                | 6,4 %                      |
| всего   | 342               | 100 %                      |

Мужчины — 158 чел. (46,2 %). Женщины — 184 чел. (53,8 %).

## Инфраструктура
Ближайшие объекты социальной инфраструктуры расположены в хуторе Прогресс, расположенного за железной дорогой.

## Улицы
В селе всего две улицы — Баноковская и Зелёная.